# Nyereg, az Itató
A Nyereg, az Itató egy sajátos előtörténetű, műemléki védelem alatt álló épületben működő budapesti étterem a Városliget közepén, a Városligeti-tó mellett.

## Története
A Városligetben fekvő épület eredetileg az ottani (ma már nem létező) artézi fürdő egyik melléképületének épült 1870-ben (más források szerint az 1850-es években). Tervezője jelenleg nem ismert. Egy időben itt működött Weingruber Ignác híres kávéháza is. Az 1900-as évek elején lovassági csendőrőrssé alakították át, majd a két világháború között két főkertész (Maurer Gyula és Móricz Zsigmond) szolgálati lakása volt. Az 1956-os forradalom idején lövedékek fúródtak az épület padlásába, egyéb sérülése nem történt.
Az épület feltehetően egy tévedésből került lakóingatlan nyilvántartásba az 1950-es években, amikor kiutalták lakás címen. 1994-ben költözött bele gödi családi házáért cserébe Limpek Sándor volt fegyvermester használatába. Az épület a Városliget egészétől eltérően nem fővárosi, hanem zuglói önkormányzati tulajdonban van.
A lepusztult állapotú, zöld folyondárra körbenőtt kerítésű épületet a helyi önkormányzat a 2000-es években el szerette volna bontatni, Limpeket pedig kiköltöztetni. A Műemlékvédelmi Hivatal is bonthatónak minősítette az épületet, bár a Kulturális Örökségvédelmi Hivatal később ezzel ellentétesen nyilatkozott.

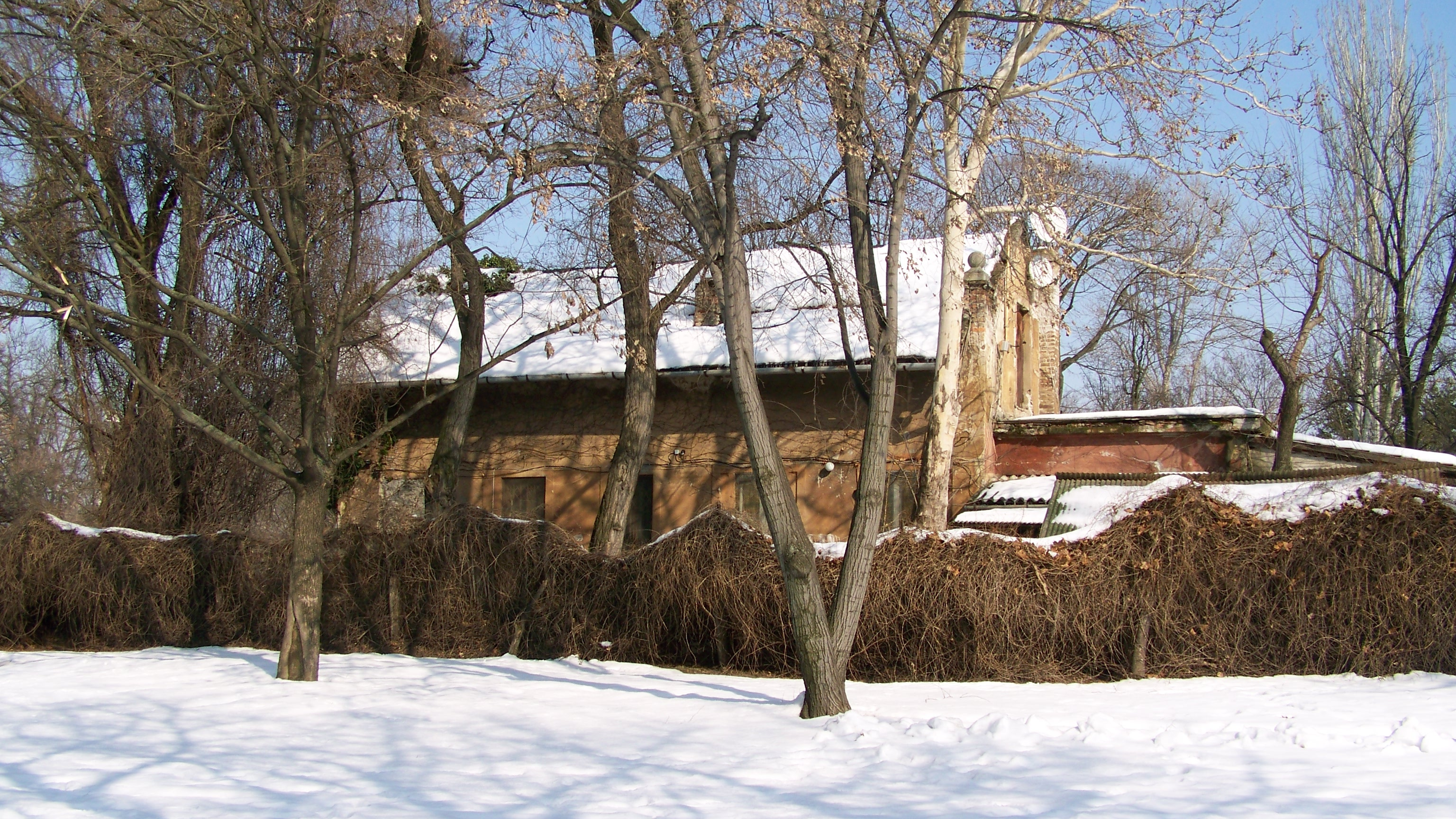
Felújítás előtti állapot (2010)

A 822 m2-es telek és a rajta álló 94 m2-es épület végül műemléki védelmet kapott. Ezt követően pályázatot írtak ki, amelyben szerepelt többek között az ingatlan kedvező havi bérleti díja (120 000 Ft), ugyanakkor az épület műemléki szempontokat figyelembe vevő felújítási kötelezettsége is. A pályázatot – egyedüli pályázóként – a Monsoon Rain Kft. nyerte meg, a szerződés 2029. december 31-ig szól. (A jellemző városligeti bérleti szerződések ebben az időben 2-3 évre szóltak.)
Az épület 2011-ben – utalva a lovasőrsi hagyományokra – Itató Nyereg néven étteremként megnyitott. Az étterem neve később Nyereg, az Itatóra módosult.
Honlapja kultúrbisztróként, család- és kutyabarát helyként, a Városliget legrégebbi épületeként hirdeti magát egész éves nyitvatartással, rendszeres zenei produkciókkal. Mint írják:
„Amikor a Nyereg ötlete megszületett a fejünkben, egy olyan lounge jellegű helyet szerettünk volna létrehozni, amelyet minden korosztály, gyerekek, felnőttek és örökifjak is magukénak érezhetnek. A hét mindennapján este tízig nyitva tartó Nyeregben az estéken a fiataloknak, míg a nappali órákban a családosoknak igyekszünk kedvére tenni. A hétvégi estéken a zenéé a főszerep a Nyeregben: pénteken a naplementével érkezik meg a lemezlovas és az első dallamok, hogy megadják a tökéletes zenei aláfestést egy bormámoros, meleg estéhez a Városligeti-tó partján. Szombaton a dinamikusabb, világzenével tűzdelt ritmusok varázsolnak életet a ligetbe, és igazi virtussal töltik meg az éjszakákat. A békés kerthelyiség családbarát jellege a hét minden napján érződik – a liget, a természet és a Nyereg páratlan kombinációja tökéletes szabadtéri program kisebbek, nagyobbak számára egyaránt.”

## Egyéb irodalom
- Falusi tanya a város szívében. Földhasználati jogú bérleményesek lakják a városligeti házat In: Népszabadság − Budapest melléklet, 2003. január 28.
- Egy „problémás bérlő” ligeti magánya. Csendes ostrom In: Magyar Nemzet, 2009. október 24.